# Thunnus orientalis
Thunnus orientalis (Temminck e Schlegel, 1844), conhecida pelo nome comum de atum-do-pacífico, é uma espécie de peixes da família Scombridae (atuns) da ordem dos Perciformes. O atum de barbatana azul é um  teleósteo epipelágico que habita praticamente todas as águas do planeta e é considerado um dos principais predadores dos ecossistemas oceânicos. O desconhecimento do estilo de vida do atum é um problema importante do ponto de vista da gestão dos recursos marinhos e das políticas de conservação devido aos grandes volumes de captura induzidos pelo seu elevado valor de mercado. As dificuldade de conservação in situ são agravadas pela elevada mortalidade que ocorre em aquicultura.

## Morfologia
Os machos podem alcançar os 300 cm de comprimento total e os 450 kg de peso.